# Angolar (monnaie)
L'angolar ((pt) pluriel : angolares) est l'ancienne unité monétaire de l'Angola portugais de 1928 à 1958, remplacé par l'escudo angolais.

## Histoire monétaire
En portugais, angolar signifie « de l'Angola ». Il était divisé en 100 centavos ou 20 macutas.
Cette monnaie est lancée en 1928 à la suite de la « crise des billets portugais » engendrée par la bande du faux-monnayeur Alves dos Reis, par ailleurs investisseur en Angola ; les usagers se détournèrent de l'escudo angolais et dans la foulée, la Banco de Portugal décida de changer la monnaie. 
Le taux de conversion avec l'escudo a été fixé à raison de 1 contre 1 mais dans la pratique l'escudo avait subi une décote de 25 % ; les usagers, gagnants, reprirent confiance. L'opération fut une réussite.
À partir de 1948, trois pièces furent frappées, les 10 et 20 centavos en bronze, et la 50 centavos en cupronickel ; cependant, aucune pièce de 1 angolar ne fut produite.
Pour les billets, une première série fut lancée par la Junta de Moeda (Bureau de la Monnaie), datée 1926, sous la forme de coupures de 1, 2½, 5 et 10 angolares, tandis que la Banco de Angola produisit des billets de 20, 50, 100 et 500 angolares datés 1927. En 1942, le Gouverneur angolais prend la décision d'émettre en urgence des billets de 1 et 2½ angolares. En 1944, un billet de 1 000 angolares entre en circulation, suivis par deux coupures de 5 et 10 angolares en 1947.